# Adolf Calmberg
Adolf Calmberg (* 11. April 1837 in Lauterbach; † 19. Mai 1887 in Küsnacht) war ein deutscher Lehrer und Dichter.

## Leben
Als Sohn eines Justizbeamten geboren, besuchte Calmberg die Bürger-/Volksschule in Lauterbach sowie das Privatinstitut des Pfarrers Wilhelm Trautwein. Es folgte eine Apothekerlehre sowie der Besuch des zu dieser Zeit von Georg Thudichum geleiteten Gymnasiums in Büdingen, „ein protestantisches Eliteinternat, das in etwa so viele Pfarrer wie Freidenker und Kirchenkritiker hervorgebracht hat“. Calmberg bestand die Abschlussklasse als Jahrgangsbester vor seinem Klassenkameraden Samuel Spier, der der einzige nicht-protestantische Schüler des Jahrgangs war. 1856 ging er zum Studium der Naturwissenschaften und der Philologie nach Gießen, Berlin und Leipzig. Während seines Studiums wurde er 1857 Mitglied der Burschenschaft Germania Gießen, 1860 der Burschenschaft Brandenburgia Berlin und 1862 der Leipziger Burschenschaft Germania. Bei Karl Weigand in Gießen wurde er zum Dr. phil. promoviert. 1859 machte er sein Fakultätsexamen und wurde Lehrer am Großherzoglichen Gymnasium in Gießen. 1860 wurde er Assessor. 1877 ging er als Lehrer für Deutsch und Deutsche Literatur an das Kantonale Lehrerseminar in Küsnacht. 1896 leitete er ein Privatinstitut im hessischen Schlitz und wurde schließlich Lehrer für deutsche Sprache, Literatur und Geschichte.
Er betätigte sich als Dramatiker und Vortragskünstler. Calmberg war didaktischer Berater von Conrad Ferdinand Meyer.

## Ehrungen
- Ehrenmitglied der Gesellschaft deutscher Studierender in Zürich (G.d.St.)

## Veröffentlichungen (Auswahl)
- Jürgen Wullenweber, Bürgermeister von Lübeck. Ein Schaugedicht. Leipzig 1862. (Digitale Ausgabe), Kaulen, Köln 1866.
- Der Erbe des Millionärs. Ein Schauspiel. Zürich: Orell Füßli 1868. Online hier: https://books.google.de/books?id=tro7AAAAcAAJ&hl=de&pg=PP7
- Wer ist der Herr Pfarrer? Lustspiel in einem Aufzug. Zürich: Orell Füßli 1869. Online hier: https://books.google.de/books?id=5PVykr_ALa0C&hl=de&pg
- Das Röschen vom Kochersberg: Lebensbild in fünf Aufzügen. Leipzig und Zürich: Orell Füßli 1874. Online hier: https://books.google.de/books?id=yhFAoPOsfrcC&pg=PP5&hl=de
- Theodor Körner. Dramatisches Gedicht in vier Aufzügen. 3. Auflage, Leipzig 1875.
- Der Sekretär. Lustspiel in einem Aufzug. 3. Auflage, Reclam, Leipzig 1881.
- Die Kunst der Rede. Lehrbuch der Rhetorik, Stilistik, Poetik. 1884, ²1885, ³1891 neu bearbeitet von H. Utzinger, online hier: https://books.google.de/books?id=nuBEAAAAYAAJ&hl=de&pg=PR5; weiterer Nachdruck (4. Auflage) 1908; alle Leipzig: C. Cnobloch und Zürich: Orell Füßli.
- Ingeborg. Schauspiel in vier Aufzügen. C. Cnobloch, Leipzig 1886.